# Gaspard Bauhin
Gaspard Bauhin nebo Caspar Bauhin (17. ledna 1560 Basilej – 5. prosince 1624 Basilej) byl švýcarský botanik, který ve svém díle Pinax theatri botanici (1623) popsal tisíce rostlin a klasifikoval je způsobem, který se dá přirovnat k pozdější biologické nomenklatuře nebo k dílu Carla Linného. Zabýval se také lidskou anatomií.

## Život
Jeho otec byl francouzský lékař Jean Bauhin, který musel opustit svou rodnou zemi, když konvertoval k protestantismu.
Narodil se 17. ledna 1560 v Basileji, kde od roku 1572 studoval. Později se vzdělával ve městech jako je Padova, Bologna, Montpellier, Paříž nebo Tübingen. V roce 1581 získal na basilejské univerzitě doktorát medicíny a soukromě začal přednášet botaniku a anatomii. Následující rok byl jmenován profesorem řečtiny na téže univerzitě. Později se stal městským lékařem, profesorem, rektorem univerzity a děkanem její fakulty. Rektorem byl v roce 1592 a později v letech 1611 a 1619.
Jeho nejvýznamnějším dílem bylo Pinax theatri botanici z roku 1623, které důkladně popsalo a klasifikovalo tisíce rostlin.
Zemřel 5. prosince 1560 ve své rodné Basileji. Bylo mu 64 let. Jeho syn Jean část jeho děl dokončil nebo předělal.